# Мессерви, Фрэнк Уолтер
 Фрэнк Уолтер Мессерви (англ. Frank Walter Messervy; 9 декабря 1893 — 2 февраля 1974) — генерал Британской Индийской армии и пакистанских вооружённых сил, принимал участие в Первой и Второй мировой войне. 

## Биография
21 января 1913 года начал проходить службу в Британской Индийской армии в звании младшего лейтенанта. Во время Первой мировой войны принимал участие в сражениях во Франции, Палестине и Сирии. Во время Второй мировой войны командовал подразделениями Британской Индийской армии во время Восточноафриканской и Североафриканской кампаний, а также Бирманской кампании. После окончания Второй мировой войны занимал должность командующего сухопутными войсками Пакистана с 15 августа 1947 по 10 февраля 1948 года.